# Секс в большом городе (сезон 3)
«Секс в большом городе» (англ. Sex and the City) — американский сериал кабельного телевидения, широко транслировавшийся во многих странах мира, в том числе и в России. Сериал снят в формате 25 минутных эпизодов в 1998—2004 годах и повествует о сексуальных похождениях четырёх подруг в возрасте около 30 в начале сериала и 40 к его окончанию, разных по характеру и темпераменту, но объединённых свободными взглядами на жизнь в динамичной атмосфере Нью-Йорка.
В 2008 году состоялась премьера полнометражного кинофильма «Секс в большом городе», основанного на сериале.
Сериал был снят на основе одноимённой газетной колонки Кэндес Бушнелл.

## Сюжет
Кэрри  решает забыть любимого и, встретив нью-йоркского политика, начинает строить с ним серьёзные отношения до тех пор, пока не выяснилось, что политик обладает некоторыми извращёнными фантазиями, неприятными для Кэрри. После политического деятеля Кэрри знакомится с Эйданом Шоу (Джон Корбетт), дизайнером мебели, и его собакой Питом.
Шарлотта наконец встречает идеального мужчину — богатого врача Трея МакДугала (Кайл МакЛахлен); Миранда никак не разберётся в своих отношениях со Стивом, а Саманта пытается делать вид, что довольна своей жизнью.
В тот самый момент, когда Кэрри счастлива и у неё прекрасные отношения с Эйданом, она вновь случайно сталкивается с Мужчиной Своей Мечты. После этого он начинает её преследовать и признается, что "проиграл", т.е. не любит Наташу и несчастлив в браке. Как то Биг застает Кэрри в отеле, где она оказалась из-за ремонта в своей квартире. Происходит страстная сцена и Мужчина Её Мечты соблазняет Кэрри. С этого момента у неё начинается двойная жизнь  - она одновременно встречается и с Эйданом, и с Бигом.
Третий сезон заканчивается свадьбой Шарлотты с её любимым Треем, расставанием Кэрри и Эйдана, когда она признаётся ему в неоднократной измене. Мужчина Её Мечты также разводится с Наташей, так как она обнаружила Кэрри у себя в квартире после очередного рандеву и скрывать интригу больше не было смысла.

## Приглашённые звёзды
- Крис Нот — Мужчина Её Мечты
- Джон Слэттэри — Билл Келли
- Джон Корбетт — Эйдан Шоу
- Кайл МакЛахлен — Трей МакДугалл
- Дэвид Эйгенберг — Стив Брэйди
- Уилли Гарсон — Стэнфорд Блэтч
- Марио Кантоне — Энтони Марантино
- Фрэнсис Стэрнхэген — Банни МакДугалл
- Лин Коэн — Магда
- Бриджит Мойнахан — Наташа
- Элизабэт Бэнкс — Кэтрин
- Сара Мишель Геллар — Дэбби
- Мэттью МакКонахи — Играет самого себя
- Кери Фишер — Играет саму себя
- Винс Вон — Кит Треверс
- Хью Хэфнер — Играет самого себя
- Кэт Деннингс — Дженни

## Эпизоды
| № общий | № в сезоне | Название                                                                    | Режиссёр          | Автор сценария                           | Дата премьеры    | Зрители в США (млн) |
| --- | ---------- | --------------------------------------------------------------------------- | ----------------- | ---------------------------------------- | ---------------- | ------------------- |
| 31 | 1          | «Нет дыма без огня» «Where's There's Smoke»                                 | Майкл Патрик Кинг | Майкл Патрик Кинг                        | 4 июня 2000      | N/A                 |
| Живёт ли внутри каждой, даже самой сильной и самостоятельной женщины хрупкая принцесса, мечтающая, чтобы её спасли? Конечно, живёт, но боится показаться... Миранда решила сделать операцию по восстановлению зрения, но, боясь показаться слабой, не стала просить Стива, чтобы он привез её домой из больницы. Кэрри пригласили в жюри конкурса на лучшего пожарного, где ей пришлось не только оценивать конкурсантов, но и помогать начинающему политику Биллу Кэлли… |            |                                                                             |                   |                                          |                  |                     |
| 32 | 2          | «Политкорректность и эрекция» «Politically Erect»                           | Майкл Патрик Кинг | Пэм Томас                                | 11 июня 2000     | 3.60                |
| Как и насколько тесно связаны секс и политика? Возможен ли секс без политики и наоборот? На этот вопрос пытается ответить Кэрри, которая стала активной участницей предвыборной кампании своего нового друга Билла Кэлли. И, пожалуй, долго бы не ответила, если бы не одна маленькая, но очень пикантная просьба будущего ревизора Нью-Йорка... Саманта поставила рекорд: она встречалась с новым другом целых две недели, несмотря на то, что ростом он был примерно раза в два меньше её. |            |                                                                             |                   |                                          |                  |                     |
| 33 | 3          | «Нападение высокой женщины» «Attack Of The Five Foot Ten Woman»             | Пэм Томас         | Синди Чупак                              | 18 июня 2000     | 3.98                |
| Узнав о свадьбе Наташи и Бига, Кэрри, чтобы заглушить боль, отправилась по магазинам. В одном из них она столкнулась с новоиспеченной женой мужчины своей мечты. Саманте запретили посещать элитный косметический салон, поскольку она позволила себе некоторые вольности с массажистом. Миранда наняла уборщицу Магду, которая решила помимо своих основных обязанностей стать её второй мамой. Шарлотта панически боится зайти в женскую сауну: ей кажется, что все будут смеяться над её бедрами. |            |                                                                             |                   |                                          |                  |                     |
| 34 | 4          | «Девочка или мальчик» «Boy, Girl, Boy, Girl...»                             | Пэм Томас         | Дженни Бикс                              | 25 июня 2000     | 3.69                |
| Новый друг Кэрри оказался бисексуалом. И все бы было хорошо, если бы он не пригласил её на вечеринку к своему бывшему другу. Шарлотта приняла участие в сессии знаменитого фотографа, который прославился тем, что снимает женщин, переодетых в мужские костюмы. Миранда никак не может привыкнуть к тому, что Стив переехал жить к ней. |            |                                                                             |                   |                                          |                  |                     |
| 35 | 5          | «Никаких если, никаких нет, никаких но» «No Ifs, Ands Or Butts»             | Пэм Томас         | Майкл Патрик Кинг                        | 9 июля 2000      | 3.97                |
| Впервые в жизни Саманта столкнулась с дискриминацией со стороны чернокожих. Сестра её нового возлюбленного Шивана запретила ей с ним встречаться только потому, что у Саманты белая кожа. Кэрри познакомилась с владельцем мебельного магазина. Очарованный красотой, он пригласил её на свидание. Шарлотте пришлось расстаться со своим новым другом, потому что он ужасно целуется. |            |                                                                             |                   |                                          |                  |                     |
| 36 | 6          | «Мы шлюхи?» «Are We Sluts?»                                                 | Пэм Томас         | Синди Чупак                              | 16 июля 2000     | N/A                 |
| У Миранды нашли хламидиоз, и ей пришлось составить список всех, с кем она когда-либо спала, чтобы предупредить их о возможном наличии заболевания. Список оказался немаленьким - 42 человека. Это заставило задуматься её над тем, после какой цифры количество возлюбленных становится неприличным. Из-за пристрастия к сигаретам Кэрри едва не рассталась с новым другом - владельцем магазина мебели. Если в постели мужчина называет вас шлюхой, нормально ли это? Шарлотта в панике, поскольку её новый возлюбленный поступает именно так. Причем делает это не вполне осознанно... |            |                                                                             |                   |                                          |                  |                     |
| 37 | 7          | «Королевы Драмы» «Drama Queens»                                             | Эллисон Андерс    | Даррен Стар                              | 23 июля 2000     | 4.56                |
| Кэрри кажется, что у них с Эйданом складываются слишком идеальные отношения. Такого в её жизни ещё не было, и ей необходимо все как следует обдумать. Шарлотта решила во что бы то ни стало выйти в этом году замуж и активно бросилась на поиски мужа среди одиноких друзей её знакомых пар. В театре, разглядывая публику, Кэрри увидела Бига... |            |                                                                             |                   |                                          |                  |                     |
| 38 | 8          | «Время решает всё» «The Big Time»                                           | Эллисон Андерс    | Дженни Бикс                              | 30 июля 2000     | 3.93                |
| Саманта в панике: по всем признакам к ней приближается женская старость... Стив хочет, чтобы у них с Мирандой был ребенок. Однако Миранда понимает, что ничего из этого не выйдет, поскольку Стив сам до сих пор ещё ребенок, а она становится похожа на сварливую мамашу. У Кэрри и Эйдана все прекрасно. Однако на горизонте вновь появляется Биг и просит Кэрри выслушать его. |            |                                                                             |                   |                                          |                  |                     |
| 39 | 9          | «Была без радости любовь, разлука будет без печали...» «Easy Come, Easy Go» | Чарльз Макдугалл  | Майкл Патрик Кинг                        | 6 августа 2000   | 3.50                |
| Биг рассказал Кэрри, что его отношения с Наташей зашли в тупик и он постоянно думает только о Кэрри. Шарлотта обручилась с Треем. А Миранда и Стив все ещё пытаются ужиться друг с другом. |            |                                                                             |                   |                                          |                  |                     |
| 40 | 10         | «Всё или ничего» «All Or Nothing»                                           | Чарльз Макдугалл  | Дженни Бикс                              | 13 августа 2000  | 4.42                |
| Саманта переселяется в новое жилье и пытается убедить подруг, что у них есть всё: хорошие друзья, работа и секс. Но внезапно Саманта подхватывает грипп и осознает, что никто из её многочисленных мужчин даже не может прийти и позаботиться о ней. Тем временем Миранда снова начинает встречаться с мужчинами - она идет на свидание с Джорджем. Это первое свидание после того, как она рассталась со Стивом. Но Джордж очень занятой человек, ему приходится мотаться из города в город, поэтому он предлагает Миранде устроить секс по телефону. Сначала Миранде нравится это занятие, но вскоре оказывается, что Джордж также занимается этим и по второй линии. В жизни Кэрри сплошной хаос. Эйдану приходится ненадолго уехать, и она идет к Бигу. Тот признается, что уходит от Наташи, но Кэрри советует ему не делать этого. Когда же Эйдан возвращается, он понимает, что с Кэрри что-то не то, что она его обманывает. Но он имеет в виду курение. Кэрри признается только в этом. |            |                                                                             |                   |                                          |                  |                     |
| 41 | 11         | «Как разрубить узел?» «Running With Scissors»                               | Дэнис Эрдман      | Майкл Патрик Кинг                        | 20 августа 2000  | 4.64                |
| Шарлотта готовится к своей свадьбе. Новый друг Саманты попросил её сделать тест на СПИД, прежде чем он окажется в её постели. Кэрри все ещё не может решить, с кем же ей остаться. Как-то в ужасном настроении она встречает Наташу.... |            |                                                                             |                   |                                          |                  |                     |
| 42 | 12         | «Ничего не спрашивай, ничего не говори» «Don't Ask, Don't Tell»             | Дэн Элгрант       | Синди Чупак                              | 27 августа 2000  | 4.16                |
| Кэрри всё-таки решается рассказать Эйдану о том, что возобновила свои отношения с Бигом. В последний момент Шарлотту начали мучить сомнения по поводу своего замужества. Саманта нашла себе нового друга из числа гостей свадебной церемонии. Миранда врет насчет своей профессии на вечере знакомств: новому другу она говорит, что работает стюардессой. |            |                                                                             |                   |                                          |                  |                     |
| 43 | 13         | «Бегство из Нью-Йорка» «Escape From New York»                               | Джон Дэвис Коулз  | Бэки Хартман Эдвардс и Майкл Патрик Кинг | 10 сентября 2000 | 4.20                |
| Шарлотта наслаждается медовым месяцем на Бермудах, а Кэрри, Миранда и Саманта отправились развлекаться в Лос-Анджелес. |            |                                                                             |                   |                                          |                  |                     |
| 44 | 14         | «Секс в другом городе» «Sex & Another City»                                 | Джон Дэвис Коулз  | Дженни Бикс                              | 17 сентября 2000 | 4.76                |
| Саманта, Миранда и Кэрри вторую неделю проводят в Лос-Анджелесе. Пока Миранда встречается со своим старым приятелем Лью, Кэрри и Саманта решают сходить в кино, но журналистская аккредитация Кэрри в этом городе не имеет силы. К счастью, Кэрри знакомится с личным агентом Мэтта Дэймона, и подруги попадают на вечеринку. Шарлотта в отчаянии: Трей все ещё не в состоянии исполнять свои супружеские обязанности. Чтобы убежать от проблемы, она прилетает к подругам. |            |                                                                             |                   |                                          |                  |                     |
| 45 | 15         | «Детки в большом городе» «Hot Child In The City»                            | Майкл Спиллер     | Алан Хэйнберг                            | 24 сентября 2000 | 4.94                |
| Кэрри знакомится с парнем из магазина комиксов. Вид из квартиры, где он живёт со своими родителями, приводит её в восторг, и она решает закрутить с ним роман. Саманта организует бат-мицву дочери мультимиллионера (еврейское совершеннолетие для девочки), которая в свои 13 лет ведет себя так же и знает о сексе столько же, сколько и сама Саманта. Шарлотта пытается найти в Интернете что-нибудь, что могло бы помочь Трею решить его проблему. Миранда поставила на зубы скобы, что сделало её похожей на подростка. После нескольких неудавшихся свиданий она решила пожертвовать идеальным прикусом и снять железяки. |            |                                                                             |                   |                                          |                  |                     |
| 46 | 16         | «Заклятые друзья» «Frenemies»                                               | Майкл Спиллер     | Дженни Бикс                              | 1 октября 2000   | 5.35                |
| Клуб одиноких женщин пригласил Кэрри вести семинар на тему: "Как познакомиться с мужчиной". В магазине Саманта знакомится с женщиной, которая так же свободна в своих взглядах на секс... Однако вскоре Саманта понимает, что по сравнению с новой приятельницей она просто целомудренная дева. После нескольких визитов к психоаналитику и гигантских усилий Шарлотте удается разбудить в Трее мужчину. А Миранда потеряла мужчину, едва успев договориться с ним о свидании. Он умер от инфаркта прямо в тренажерном зале. Чтобы заглушить своё горе, она идет к нему на поминки и знакомится с его очаровательным другом. |            |                                                                             |                   |                                          |                  |                     |
| 47 | 17         | «Как аукнется, так и откликнется» «What Goes Around Comes Around»           | Аллен Култер      | Даррен Стар                              | 8 октября 2000   | N/A                 |
| Не в силах больше выносить недееспособность Трея Шарлотта увлеклась садовником и решила какое-то время пожить отдельно. Кэрри после многочисленных попыток встречается с Наташей и просит у неё прощения за разрушение их брака с мужчиной её мечты. |            |                                                                             |                   |                                          |                  |                     |
| 48 | 18         | «Кукареку!» «Cock A Doodle Do!»                                             | Аллен Култер      | Майкл Патрик Кинг                        | 15 октября 2000  | 4.71                |
| Биг пригласил Кэрри на дружеский ланч. Несмотря на все уговоры Миранды отказаться от этой встречи, Кэрри решила пойти. Расставшись с Треем и вернувшись в свою квартиру, Шарлотт увлеклась чтением книг Далай-Ламы. И когда она уже была готова погрузиться в мир медитации и духовного совершенства, в Трее внезапно проснулся страстный мужчина. Миранда понимает, что её жизнь катится по накатанной колее и что-то срочно нужно изменить, хотя бы на время... |            |                                                                             |                   |                                          |                  |                     |